# Makgeolli

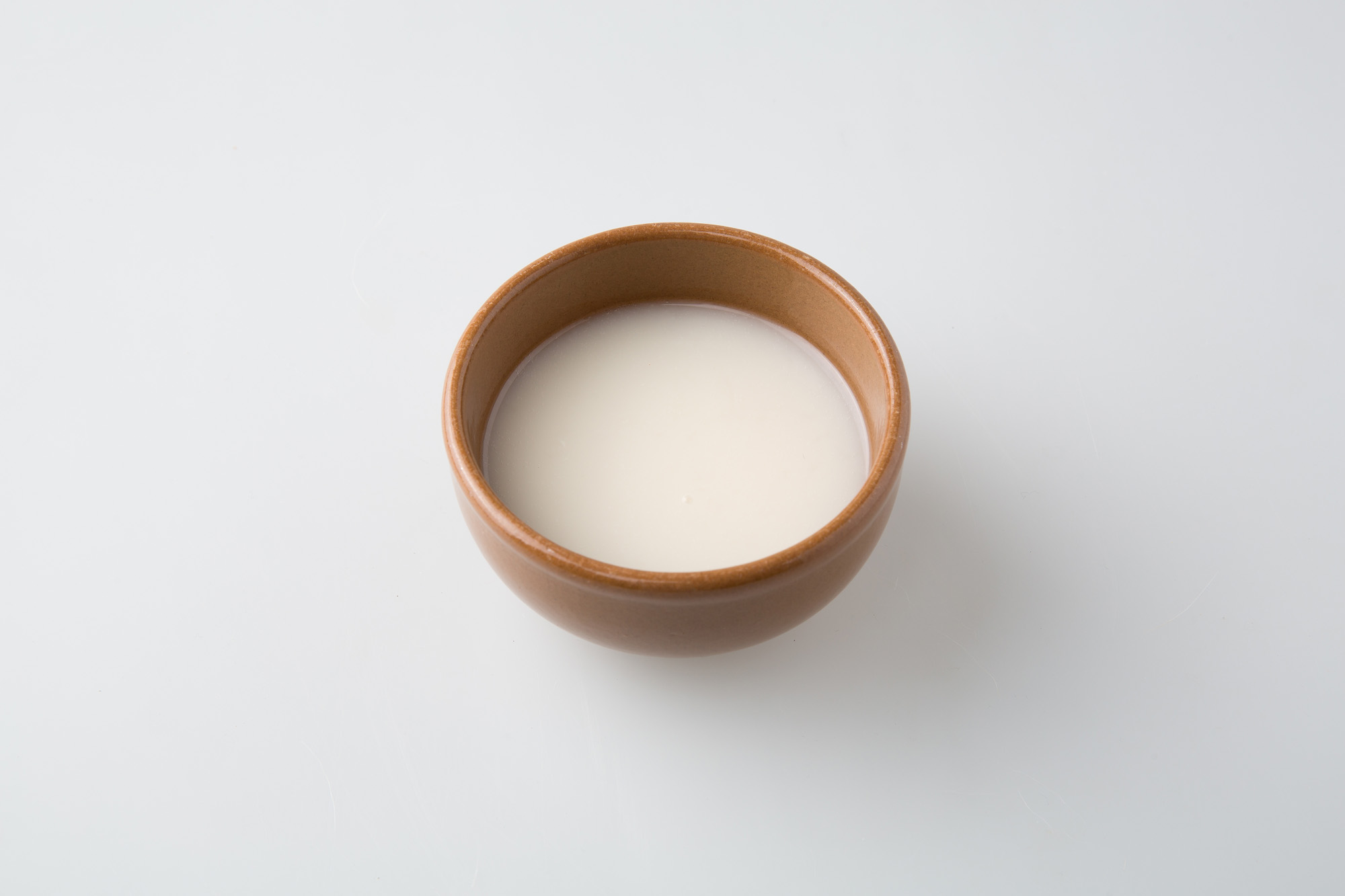
Makgeolli (막걸리)

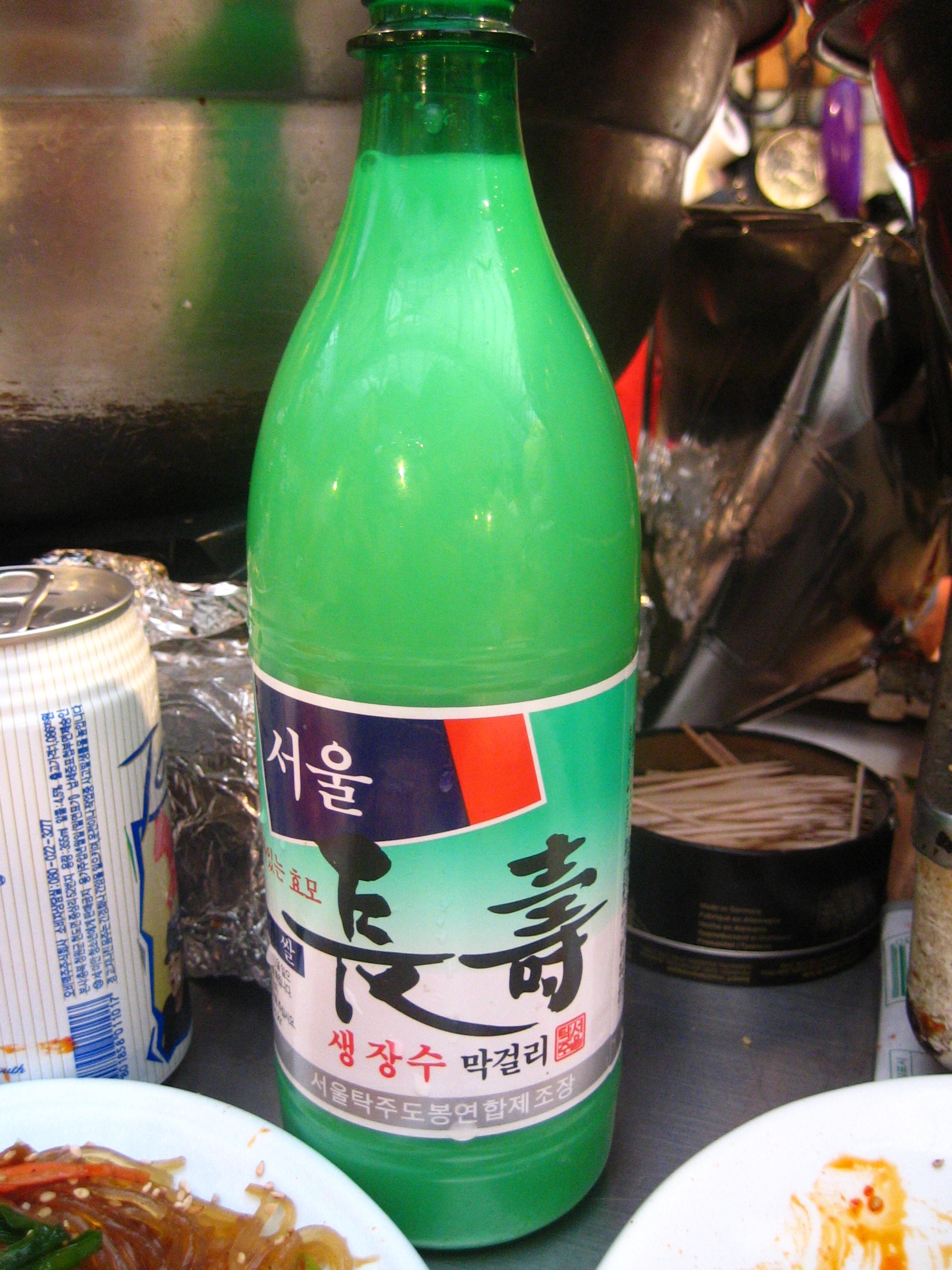
Garrafa de Makgeolli

Makgeolli (em coreano: 막걸리) ou Makuly(takju) (em coreano: 탁주)é um vinho de arroz típico da Coreia. É doce, dotado de uma consistência leitosa e de uma cor branca suja. É preparado através da fermentação de uma mistura de arroz cozido e água, possuindo uma taxa de álcool de cerca de 6,5–7%.
Originalmente, era uma bebida bastante popular dos camponeses, recebendo o nome de nongju (농주), que significa licor do camponês. Dongdongju (동동주) é uma bebida muito semelhante ao makgeolli, sendo ambas consumidas frequentemente com panquecas coreanas chamadas pajeon (파전) ou bindaetteok (빈대떡).
Por outro lado, o makkoli é também usado em rituais ancestrais coreanos.
Comercialmente, é vendido em pacotes e em garrafas. Por se tratar de uma bebida não filtrada, é normalmente agitado antes de ser consumido, para evitar que os sedimentos se depositem no fundo e deixem um líquido pálido e amarelo na parte de cima.